# Zoborožec střapatý
Zoborožec střapatý (Rhyticeros undulatus) je druh zoborožce, který se běžně vyskytuje v pevninské i ostrovní části jihovýchodní Asie. Tento velký druh zoborožce který je ohrožen lovem a zánikem přirozených stanovišť. Samici lze na první pohled rozpoznat pomocí černé hlavy a krku.  

## Systematika
Zoborožce střapatého formálně popsal v roce 1812 anglický zoolog George Shaw jako Buceros undulatus na základě exempláře z Jávy. Allan Octavian Hume v roce 1878 druh přeřadil do rodu Rhyticeros; Daniel Giraud Elliot v roce 1882 do rodu Rhytidoceros a James L. Peters roku 1931 do rodu Aceros, kde zoborožec střapatý zůstal až do počátku 21. století. Molekulární studie z roku 2013 jej přeřadila zpět do rodu Rhyticeros.
Druhové jméno undulatus pochází z latinského unda („vlna“). Jedná se o monotypický taxon.

## Výskyt
Areál rozšíření druhu zasahuje od jižního Bhútánu a severovýchodní Indie a Bangladéše na východ po Kambodžu, Laos a Vietnam a na jih přes Zadní Indii a Malajský poloostrov na Borneo, Sumatru, Jávu, Bali a okolní ostrovy. Stanoviště druhu tvoří nepřerušované rozlehlé pralesní celky nížin. Mimo dobu hnízdění může nicméně vystoupat i do hor až do 2560 m n. m. To jisté míry toleruje i selektivně vytěžované lesy, avšak vyhýbá se byť jen spoře osídleným lesním celkům. Celková početnost druhu je neznámá, avšak bývá popisován jako místně běžný.

## Popis

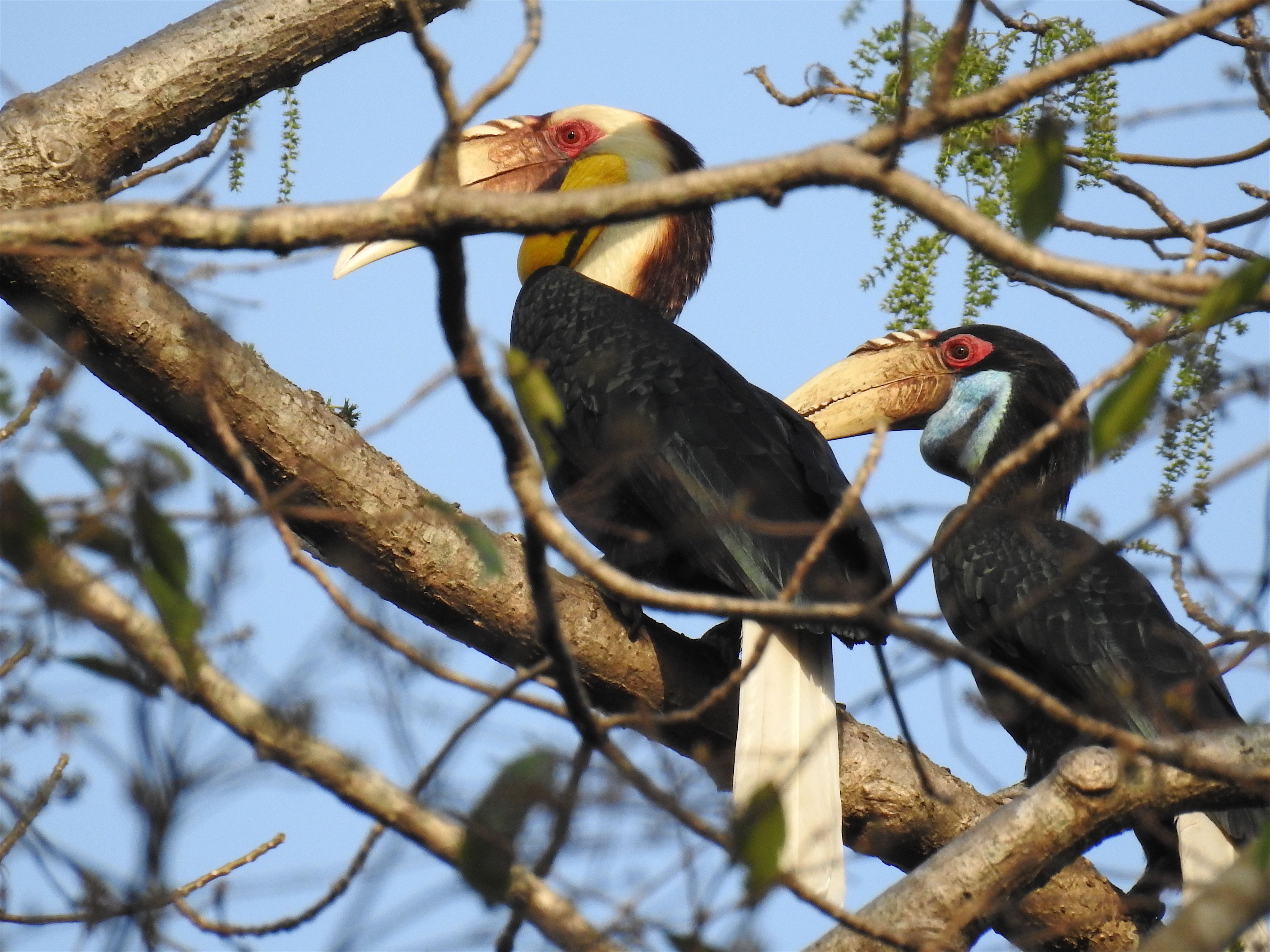
Samec (vlevo) a samice (rezervace Pakke Tiger, Arunáčalpradéš, Indie)

Tento statný, velký pták dosahuje délky těla 75–85 cm. Samice je o něco menší než samec. Samec má korunku a šíji rezavou, tváře a přední část krku jsou bílé až krémové. Tělo a křídla jsou černé, ocas je bílý. Černá horní část těla má kovově zelený odlesk. Zobák včetně nízké přilbice je bledě žlutý. Báze zobáku obou čelistí nese příčné oranžovohnědé rýhy, které jsou prominentní hlavně na přilbici. Neopeřená kůže kolem očí je červená, oční víčka jsou žlutá. Hrdlo samce pokrývá výrazně nafouklá neopeřená žlutá kůže s modročerným pruhem uprostřed. Oči samce jsou tmavě červené, nohy a tmavě šedé. Samici se na první pohled liší černou hlavou, šíjí a krkem, neopeřený oční kroužek je tělové barvy, kůže na hrdle je modrá a oči tmavě hnědé.

## Biologie

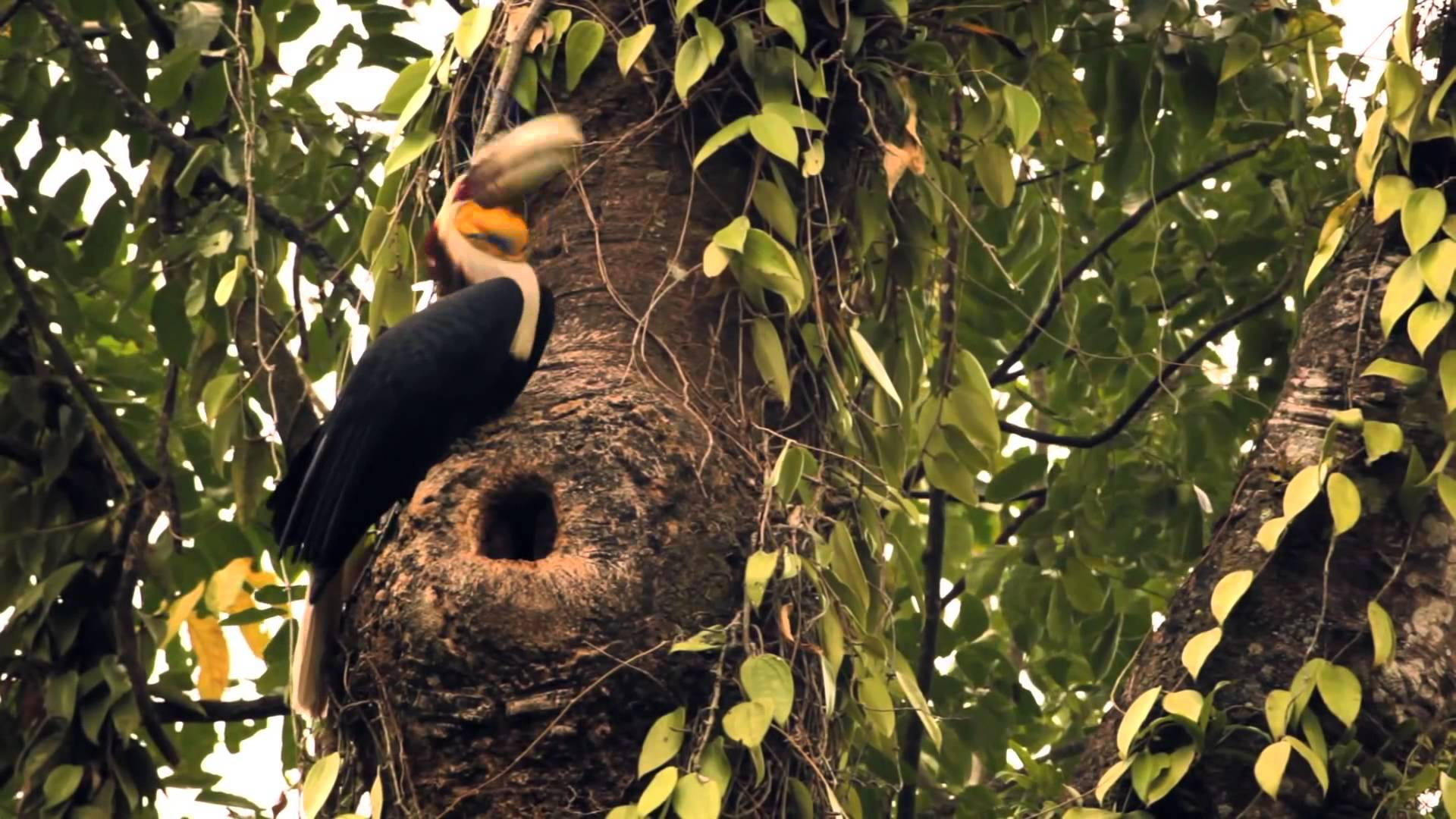
Zoborožec střapatý na hnízdě

Jedná se o stálý druh, avšak může podnikat poměrně dlouhé přelety mezi hnízdišti a hřadovišti, během kterých dokáže překonat i otevřené moře. Živí se hlavně ovocem, které sbírá vysoko v korunách vzrostlých stromů, i když občas může sestoupit i na zem. Hlavně v době hnízdění si jídelníček zpestřuje menšími živočichy, kteří zoborožcům v této energeticky náročné době poskytují potřebné bílkoviny. K těmto živočichům patří vejce a ptáčata jiných druhů ptáků, plazi, hmyz, plži, krabi a stonožky. V Thajsku byla zaznamenána velikost teritorií jednoho hnízdního páru na asi 10 km². V době mimo hnízdění společně hřaduje ve velkých hejnech čítajících i tisícovku jedinců.

### Hnízdění
Hnízdí v dutinách vzrostlých stromů různých druhů, mj. z čeledí dvojkřídláčovité a myrtovité. Ta samá dutina může být opakovaně využita každý rok. Na Jávě zoborožec střapatý využíval k hnízdění vzrostlé stromy o výšce 24–35 m a samotná hnízda byla umístěna v dutinách mezi 1–27 m. Doba snášení vajec připadá v jihovýchodní Asii na leden až březen, na Borneu a Jávě se prodlužuje až do srpna. Samice se před snášením vajec zazdí na hnízdě směsí bláta a trusu a snese 1–3, nejčastěji 2 vejce, která inkubuje po dobu kolem 40 dní. Během tohoto období samici krmí samec regurgitací potravy. Po narození ptáčat samec nadále donáší potravu samici i ptáčeti po dobu kolem 90 dní, než samice strhne zídku a společně s ptáčetem vyletí z hnízda. I přes to, že samice klade až 3 vejce, výletu z hnízda se dožívá jen jedno mládě. Ptáče zůstává s rodiči alespoň další 3 měsíce, někdy až do počátku další hnízdní sezóny.

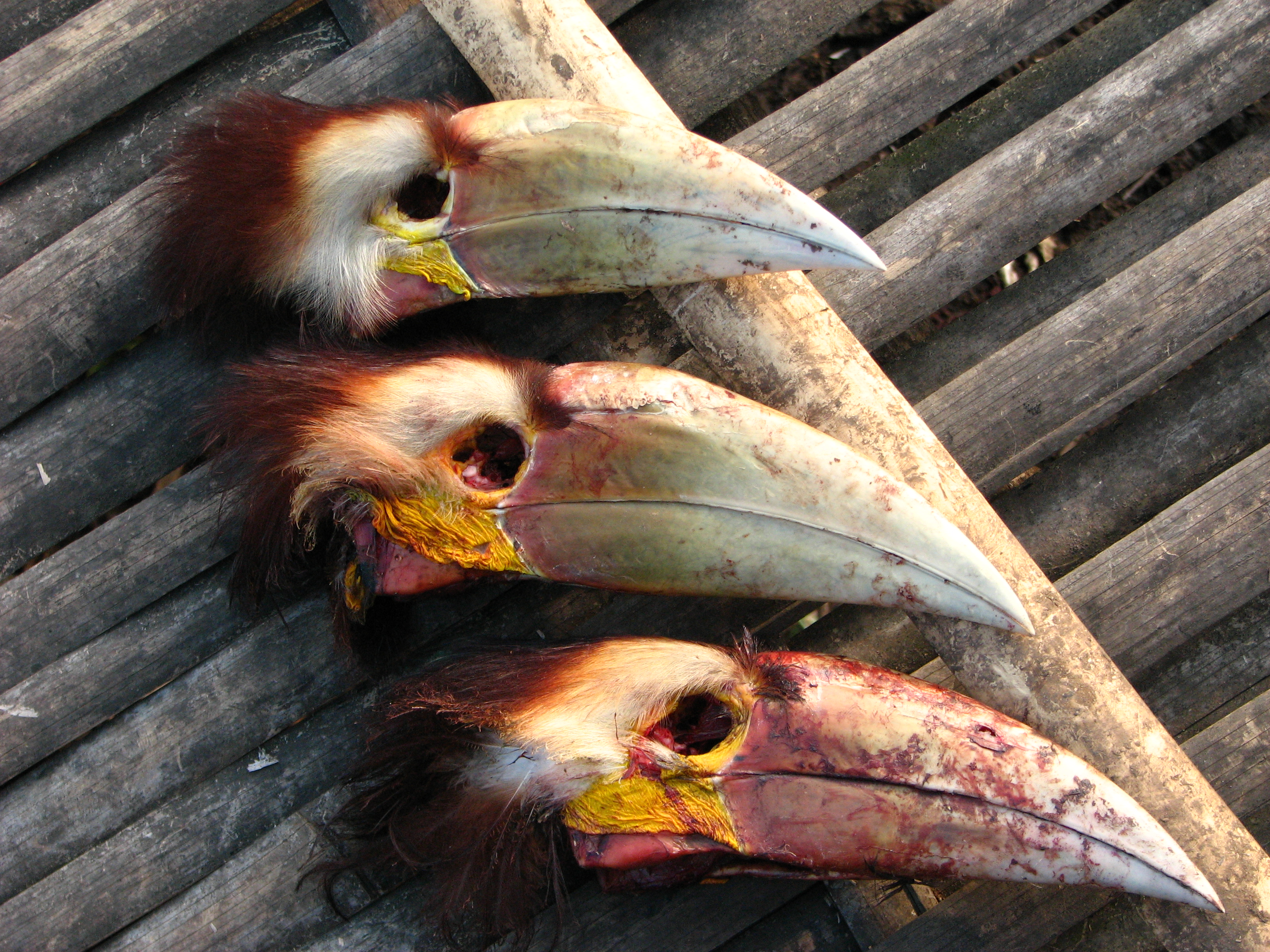
Lebky zoborožců střapatých (údolí Dibang, Arunáčalpradéš, Indie)

## Ohrožení
Mezinárodní svaz ochrany přírody (IUCN) ve své vyhodnocující zprávě o stavu populace z roku 2018 považuje zoborožce střapatého za zranitelný druh. Důvodem je hlavně pokračující destrukce přirozených stanovišť následkem legální i ilegální těžby dřeva, přeměna pralesů na kultivované plochy (hlavně plantáže) i rozšiřování lidských sídel. Druh je velmi citlivý na přítomnost lidí a vyhýbá se i spoře obydlené krajině. Preferuje navíc nížinaté nefragmentované lesy, které jsou nejvíce náchylné lidským zásahům. Vedle zániku habitatu zoborožec střapatý čelí i silnému tlaku lovců. Např. v severovýchodní Indii domorodci loví tohoto zoborožce na maso i jako trofej. Některé komunity si cení i zoborožcova peří, které je využíváno ke kulturním účelům, nebo tuku, který najde využití v tradiční medicíně.